# Nagaoka Keiko
Nagaoka Keiko (永岡 桂子  sinh ngày 8 tháng 12 năm 1953) là chính khách người Nhật Bản. Trước đây, bà từng giữ chức vụ làm Bộ trưởng Giáo dục, Văn hóa, Thể thao, Khoa học và Công nghệ từ ngày 10 tháng 8 năm 2022 đến ngày 13 tháng 9 năm 2023.